# Sailor Springs
Sailor Springs es una villa ubicada en el condado de Clay en el estado estadounidense de Illinois. En el Censo de 2010 tenía una población de 95 habitantes y una densidad poblacional de 147,31 personas por km².

## Geografía
Sailor Springs se encuentra ubicada en las coordenadas 38°45′52″N 88°21′36″O / 38.76444, -88.36000. Según la Oficina del Censo de los Estados Unidos, Sailor Springs tiene una superficie total de 0.64 km², de la cual 0.64 km² corresponden a tierra firme y (0%) 0 km² es agua.

## Demografía
Según el censo de 2010, había 95 personas residiendo en Sailor Springs. La densidad de población era de 147,31 hab./km². De los 95 habitantes, Sailor Springs estaba compuesto por el 97.89% blancos, el 0% eran afroamericanos, el 1.05% eran amerindios, el 0% eran asiáticos, el 0% eran isleños del Pacífico, el 1.05% eran de otras razas y el 0% pertenecían a dos o más razas. Del total de la población el 1.05% eran hispanos o latinos de cualquier raza.